# سليمان الحلبي

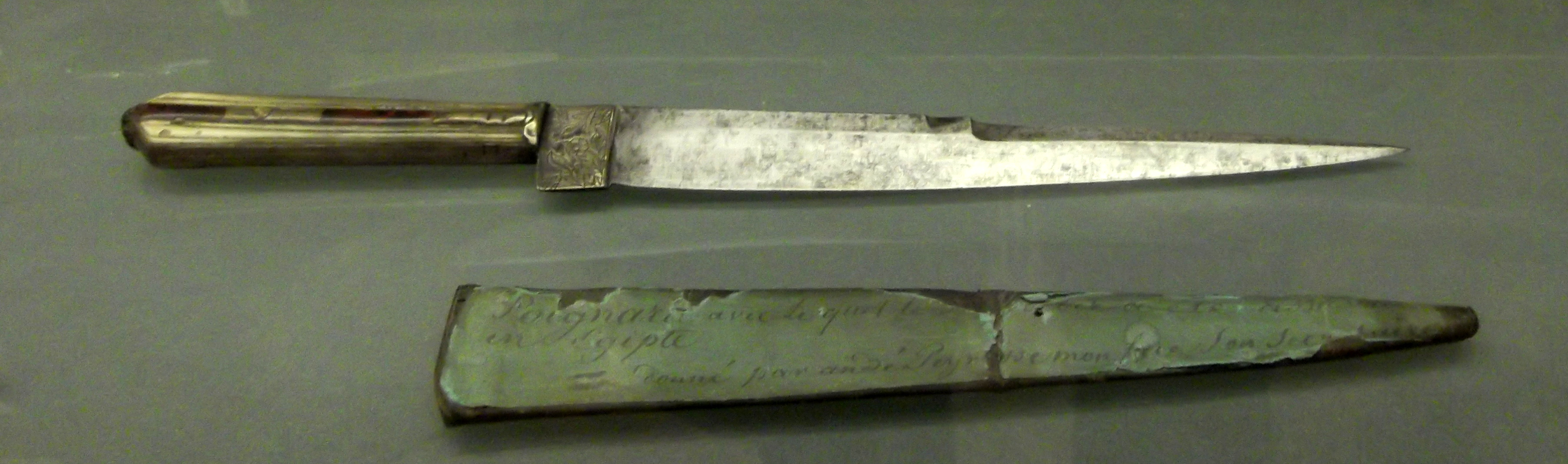
خنجر سليمان الحلبي الذي قتل به الجنرال كليبر، معروض في متحف الفنون الجميلة في كاركاسون (قرقشونة).

سليمان بن محمد أمين الملقب باسم الحلبي (1191 هـ / 1777 - 1216 هـ / 1801) هو طالب من مواليد حلب. كان يدرس بالأزهر الشريف، وكان عمره 24 عامًا حين اغتال قائد الحملة الفرنسية على مصر الجنرال كليبر (أو ساري عسكر) كما أطلق عليه الجبرتي.
سافر سليمان الحلبي من حلب إلى القدس عندما عاد الوزير العثماني بعد هزيمته أمام الفرنسيين، وبعد 10 أيام سافر من غزة في قافلة صابون ودخان، ووصل القاهرة بعد 6 أيام. ذهب إلى الأزهر وسكن هناك عرف بعض الساكنين معه وهم من مدينة حلب أنه حضر لمقاومة الاحتلال الفرنسي.

## بدايته
بحسب المصادر الفرنسية، ولد سليمان عام 1777 في قرية كوكان الواقعة في منطقة عفرين شمالي غربي سوريا، لأب مسلم ينتمي إلى عائلة "أوس قوبار" الكرديّة. فيما ذكره خير الدين الأسدي باسم سليمان ونس.
عمل والده المتدين «محمد أمين» في مهنة بيع السمن وزيت الزيتون.
المؤرخون السوريون ومؤرخو مدينة حلب أوردوا أن سليمان الحلبي عربي من حلب، وهذا هو الأرجح كون عفرين لم تكن جزء من حلب في تلك الفترة، وهو كما ورد من عائلة ونس وهي عائلة حلبية من مدينة حلب حي البياضة هذا التعارض في المصادر خلق اختلافا على أصول الحلبي بين العرب والكرد وبعملية بحث لتتبع عائلة ونس في حلب نجد أن العائلة هي عائلة صغيرة ترجع أصلا إلى العساسنة في حلب وفعلاً كانوا سكان حي البياضة القريب من القلعة أما العساسنة فهم في حلب وهم جزء من الدليم المتواجدين في الأنبار العراقية يلاحظ وجود شخصيات وطنية قاومت الاستعمار الفرنسي سياسيا عندما دخل إلى حلب لاحقا اشتهر منهم جميل ونس و نعمان ونس الذي أطلق اسمه على احد شوارع سوق السويقة الشهير في حلب يوجد شواهد كثيرة تقوي رواية الأسدي من هذه الناحية كونه استند على توثيق التاريخ الشعبي ( الذاكرة الشعبية لحلب ) ولكن يبقى إسم الأب غائبا عن رواية الأسدي يندفع أغلب الباحثين اليوم إلى تبني المصادر الفرنسية كون السلطة الفرنسية هي من قامت بالتحقيق مع الحلبي ولكن مما يدفعنا إلى النظر بما ورد عن خير الدين الأسدي عاملين لا يمكن تجاهلهما : الأول أن خير الدين الأسدي نفسه بحسب العديد من المصادر كردي الأصل وليس عربي والثاني أن خير الدين الأسدي كان مدرس للغة العربية وكان ومشهور أنه كان يكره المتدينين الجاهلين ويلاحظ أنه أورد قصة سليمان الحلبي كشاب متحمس متهور .[بحاجة لرقم الصفحة]

## اغتياله للجنرال كليبر

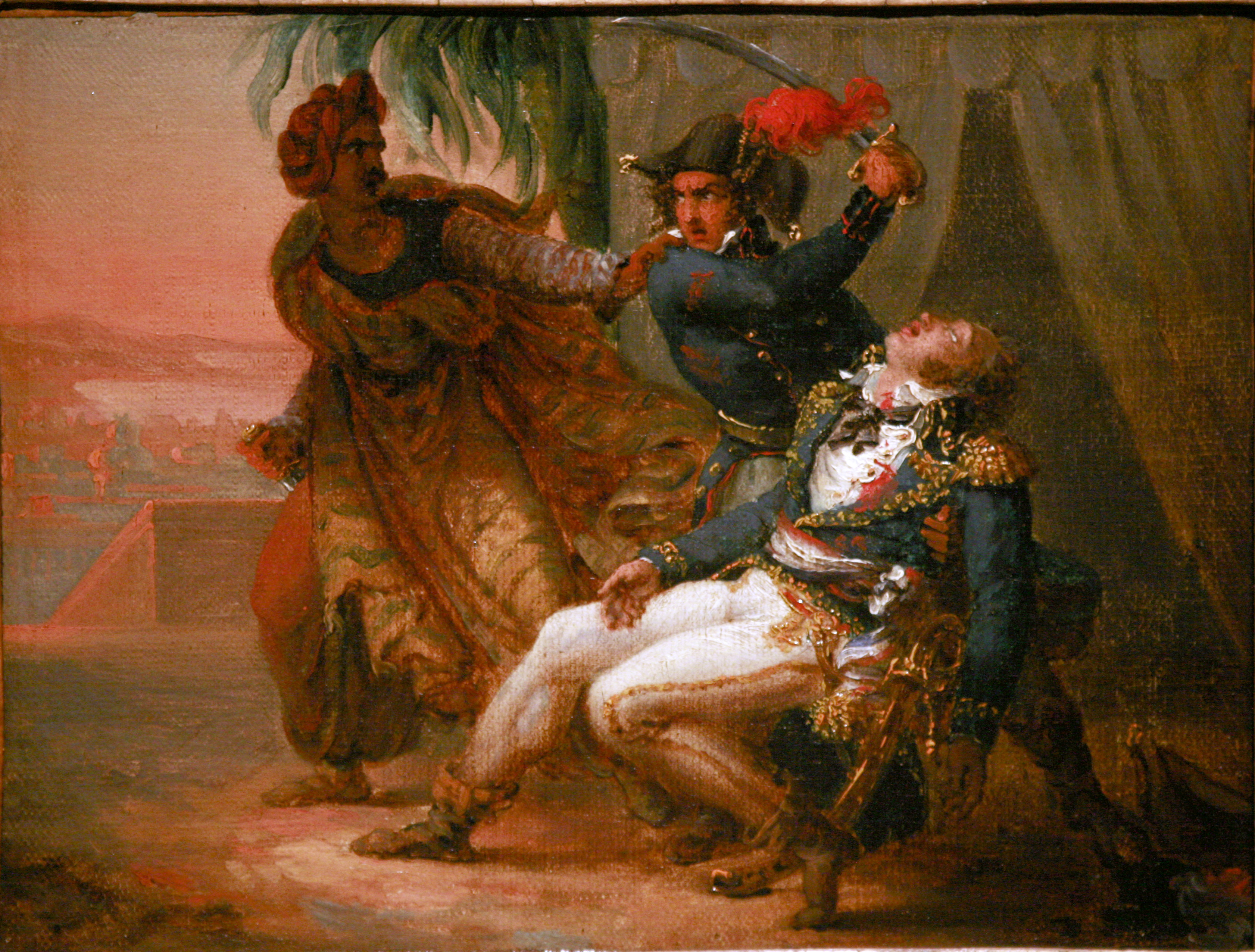
مقتل الجنرال كليبر، لوحة زيتية للبارون غروس، من مقتنيات متحف ستراسبورغ التاريخي

كان عمره 24 عامًا حين اغتال قائد الحملة الفرنسية على مصر، حيث أن كليبر ومعه كبير المهندسين بالبستان الذي بداره بحي الأزبكية (وهو مقر القيادة العامة بالقاهرة)، فتنكر سليمان الحلبي في هيئة شحاذ ودخل عليه في حديقة قصره يوم 2 صفر 1216 هـ الموافق 14 يونيو 1800م، وعمد سليمان الحلبي يده وشده بعنف وطعنه 4 طعنات متوالية أردته قتيلًا، وحين حاول كبير المهندسين الدفاع عن كليبر طعنه أيضًا ولكنه لم يمت، فاندفع جنود الحراسة الذين استنفرهم الصراخ فوجدوا قائدهم قتيلًا. فامتلأت الشوارع بالجنود الفرنسيين وخشي الأهالي من مذبحة شاملة انتقامًا من الاغتيال، بينما تصور الفرنسيون أن عملية الاغتيال هي إشارة لبدء انتفاضة جديدة، أما سليمان فقد اختبأ في حديقة مجاورة. إلى أن أمسكوا به ومعه الخنجر الذي ارتكب به الحادث (والذي يحتفظ به الفرنسيون إلى يومنا هذا في متحف الإنسان بقصر شايو في باريس، مع جمجمة سليمان الحلبي في علبة من البلور مكتوب تحتها: جمجمة مجرم).

## التحقيق والحكم

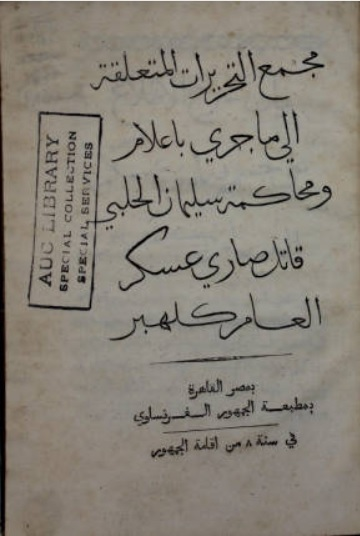
غلاف كتاب التحقيقات ومحاكمة سليمان الحلبي.

لم تستغرق المحاكمة أكثر من أربعة أيام، حققوا معه ومع من عرف أمره من مشايخ من الأزهر الذين، حاولوا ثنيه عن الأمر دون إبلاغ السلطة الفرنسية، وأصدر مينو في اليوم نفسه أمرًا بتكليف محكمة عسكرية بتاريخ 15 و 16 يونيو 1800 لمحاكمة قاتل كليبر، وهذه المحكمة مؤلفة من 9 أعضاء من كبار رجال الجيش، وكانت رئاسة المحكمة للجنرال رينيه، وحكموا عليهم حكمًا مشددًا بالإعدام إلا واحدًا، فحكم عليه الفرنسيون بحرق يده اليمنى وبعده يتخوزق ويبقى على الخازوق لحين تأكل رمته الطيور، (المختار من تاريخ الجبرتي)، كما كانت العادة في أحكام الإعدام، ونفذوا ذلك في مكان عام يسمى «تل العقارب» بمصر القديمة، على أن يقطعوا رؤوس الأزهريين أولًا ويشهد سليمان إعدام رفاقه ممن عرفوا أمره ولم يبلغوا الفرنسيين بالمؤامرة، ومن ثم يحرق بارتيليمي يد سليمان الحلبي ثم يرسله إلى خوزقته، ردد الحلبي الشهادتين وآيات من القرآن، وقد ظل على تلك الحال أربع ساعات، حتى جاءه جندي فرنسي مشفقًا لحاله فأعطاه -بعد خروج الجميع- كأسا ليشرب منه معجلًا بذلك بموته بالحال.

## حملة شعبية لاستعادة سليمان الحلبي
جمع كل من الشعب السوري والمصري التوقيعات الشعبية لإرسالها إلى الحكومة الفرنسية، مطالبين بعودة رفات سليمان الحلبي والتي حملتها القوات الفرنسية معها إلى باريس، ورفات سليمان الحلبي معروضة في متحف الإنسان بباريس.

## في الدراما
- سليمان الحلبي، مسلسل تلفزيوني مصري من إنتاج 1977.

## وصلات خارجية
- مقال تعريفية عن سليمان الحلبي
- البحث عن الحلبى، الأهرام في 17 فبراير 2013
- قراءة في محاكمات المشاهير: من سليمان الحلبى إلى حسنى مبارك!، الأهرام في 3 يونيو 2012
- مليون توقيع لإعادة جمجمة سليمان الحلبي من باريس، الأهرام في 24 يوليو 2011.
- اعترافات سليمان الحلبي تكشف أسرار مقتل كليبر في مصر مقالة على موقع هيئة الإذاعة البريطانية بقلم وائل جمال الدين.
- كتاب موسوعة حلب المقارنة «تاريخ حلب» لخير الدين الأسدي.